# Associazione Calcio Femminile Firenze 2010-2011
Questa voce raccoglie le informazioni riguardanti l'Associazione Calcio Femminile Firenze Associazione Sportiva Dilettantistica nelle competizioni ufficiali della stagione 2010-2011.

## Rosa
Rosa e ruoli, tratti dal sito Football.it.
| N. |                   | Ruolo | Calciatrice       |
| -- | ----------------- | ----- | ----------------- |
|    | Italia (bandiera) | P     | Ilaria Leoni      |
|    | Italia (bandiera) | P     | Alice Manfredini  |
|    | Italia (bandiera) | P     | Chiara Romiti     |
|    | Italia (bandiera) | P     | Alice Valgimigli  |
|    | Italia (bandiera) | D     | Eleonora Benucci  |
|    | Italia (bandiera) | D     | Eleonora Binazzi  |
|    | Italia (bandiera) | D     | Elena Bruno       |
|    | Italia (bandiera) | D     | Elena De Gaudio   |
|    | Italia (bandiera) | D     | Elena Linari      |
|    | Italia (bandiera) | D     | Simona Parrini    |
|    | Italia (bandiera) | D     | Martina Pitzus    |
|    | Italia (bandiera) | C     | Carmela Anaclerio |

| N. |                   | Ruolo | Calciatrice                  |
| -- | ----------------- | ----- | ---------------------------- |
|    | Italia (bandiera) | C     | Ilaria Borghesi              |
|    | Italia (bandiera) | C     | Diletta Crespi               |
|    | Italia (bandiera) | C     | Arianna Ferrati              |
|    | Italia (bandiera) | C     | Alia Guagni                  |
|    | Italia (bandiera) | C     | Giulia Orlandi               |
|    | Italia (bandiera) | C     | Serena Patu                  |
|    | Italia (bandiera) | C     | Adriana Ricciardi            |
|    | Italia (bandiera) | C     | Ginevra Valgimigli           |
|    | Italia (bandiera) | A     | Erica Croce                  |
|    | Italia (bandiera) | A     | Fulvia Dulbecco              |
|    | Italia (bandiera) | A     | Costanza Mascilli Migliorini |
|    | Italia (bandiera) | A     | Gaia Mastrovincenzo          |

## Risultati

### Serie A

#### Girone di andata
| Arbitro: | Fabrizio Marchetti (Tolmezzo) |

|                                            |           |  |
| Mauro 29’, 45’ Bonetti 38’, 63’ Parisi 92’ | Marcatori |  |

| Arbitro: | Giosuè Mauro D'Apice (Arezzo) |

|                         |           |                             |
| Crespi 5’ Ricciardi 65’ | Marcatori | 50’ Gabbiadini 78’ Gelmetti |

| Arbitro: | Edoardo Chimenti (Casale Monferrato) |

|                                                            |           |              |
| Spanu 5’, 20’ Bonansea 59’ Sodini 63’, 68’ Cerato 77’, 85’ | Marcatori | 73’ Dulbecco |

| Arbitro: | Arcangelo Vingo (Pisa) |

|  |           |                                |
|  | Marcatori | 4’, 12’, 83’ Sabatino 69’ Boni |

| Arbitro: | Vincenzo Fiorini (Frosinone) |

|                |           |  |
| Berarducci 26’ | Marcatori |  |

| Arbitro: | Gabriele Agostini (Bologna) |

|  |           |                                                           |
|  | Marcatori | 9’ Tona 20’ Iannella 50’ Manieri 63’ Fuselli 83’ Stracchi |

| Arbitro: | Graziella Pirriatore (Bologna) |

|                |           |            |
| Mason 80’, 91’ | Marcatori | 93’ Guagni |

| Arbitro: | Francesco Braccagni (Siena) |

|                              |           |                        |
| Croce 10’ Mastrovincenzo 75’ | Marcatori | 63’ Zanetti 76’ Cester |

| Arbitro: | Non disponibile |

|                               |           |           |
| Guagni 15’ Mastrovincenzo 67’ | Marcatori | 42’ Morra |

| Arbitro: | Giampaolo Mantelli (Brescia) |

|                                                     |           |  |
| Tarenzi 1’, 22’, 68’ Ricco 37’, 62’, 66’ Perini 42’ | Marcatori |  |

| Arbitro: | Roberto Mattei (Città di Castello) |

|                                       |           |                        |
| Bruno 9’ Guagni 31’ Linari 34’ (rig.) | Marcatori | 45’ Cavallini 62’ Faes |

| Arbitro: | Alessandro Fagnani (Roma) |

|  |           |            |
|  | Marcatori | 93’ Guagni |

| Arbitro: | Gianmarco Capezzi (San Giovanni Valdarno) |

|  |           |               |
|  | Marcatori | 16’ Capovilla |

#### Girone di ritorno
| Arbitro: | Giosuè Mauro D'Apice (Arezzo) |

|  |           |                                             |
|  | Marcatori | 5’ Parisi 48’ Bonetti 73’ Riboldi 81’ Mauro |

| Arbitro: | Sergio Posado (Schio) |

|                    |           |  |
| Girelli 60’ (rig.) | Marcatori |  |

| Arbitro: | Federico Sassoli (Arezzo) |

|           |           |                                |
| Guagni 4’ | Marcatori | 22’ (rig.) Sodini 79’ Bonansea |

| Arbitro: | Davide Oggioni (Monza) |

|                                                                        |           |  |
| Gozzi 2’ Sabatino 8’, 86’ D'Adda 33’ Schiavi 41’ Ferrandi 59’ Boni 90’ | Marcatori |  |

| Arbitro: | Francesco Braccagni (Siena) |

|                    |           |                         |
| Mastrovincenzo 38’ | Marcatori | 10’ Gagliardi 85’ Poeta |

| Arbitro: | Anna Di Nardo (Lodi) |

|                                                         |           |            |
| Domenichetti 8’ Motta 35’ Panico 42’ Manieri 54’ (rig.) | Marcatori | 11’ Guagni |

| Arbitro: | Gianmarco Capezzi (San Giovanni Valdarno) |

|                           |           |                   |
| Patu 60’ (rig.) Bruno 66’ | Marcatori | 47’ (rig.) Nasuti |

| Arbitro: | Federico Iannone (Udine) |

|                  |           |                                    |
| Vicchiarello 72’ | Marcatori | 10’, 54’ Mastrovincenzo 27’ Crespi |

| Capo d'Orlando 16 aprile 2011 22ª giornata | Orlandia97                | 0 – 0 referto | Firenze | Stadio Comunale Ciccino Micale\| Arbitro: \| Francesco Nocella (Paola) \| |
| Arbitro:                                   | Francesco Nocella (Paola) |               |         |                                                                           |

| Arbitro: | Francesco Fourneau (Roma) |

|  |           |                                    |
|  | Marcatori | 15’ Fumagalli 77’ Mauri 80’ Trezzi |

| Arbitro: | Luca Detta (Mantova) |

|  |           |                                      |
|  | Marcatori | 29’ Crespi 41’ Del Gaudio 90’ Guagni |

| Arbitro: | Arcangelo Vingo (Pisa) |

|           |           |            |
| Guagni 7’ | Marcatori | 71’ Pasqui |

| Arbitro: | Daniel Amabile (Vicenza) |

|           |           |             |
| Lotto 51’ | Marcatori | 23’ Parrini |

### Coppa Italia

#### Terzo turno
| 3 ottobre 2010 | Grifo Perugia | 2 – 4 | Firenze |  |

#### Ottavi di finale
| ottobre 2010 | Firenze | 1 – 0 | Reggiana |  |

#### Quarti di finale
| Imola dicembre 2010 Andata | Imolese | 0 – 2 | Firenze |  |

| 2011 Ritorno | Firenze | 6 – 1 | Imolese |  |

#### Semifinale
| Arbitro: | Andrea Moraglia (Verona) |

|                       |           |  |
| Mauro 56’ Brumana 82’ | Marcatori |  |

| Firenze 23 aprile 2011 Ritorno                                       | Firenze   | 1 – 1 referto | Graphistudio Tavagnacco | Stadio Comunale San Marcellino |
| \| \| \| \| \| Anaclerio 86’ (rig.) \| Marcatori \| 8’ Tommasella \| |           |               |                         |                                |
|                                                                      |           |               |                         |                                |
| Anaclerio 86’ (rig.)                                                 | Marcatori | 8’ Tommasella |                         |                                |

## Statistiche

### Statistiche di squadra
| Competizione | Punti | In casa | In casa | In casa | In casa | In casa | In casa | In trasferta | In trasferta | In trasferta | In trasferta | In trasferta | In trasferta | Totale | Totale | Totale | Totale | Totale | Totale | DR  |
| Competizione | Punti | G       | V       | N       | P       | Gf      | Gs      | G            | V            | N            | P            | Gf           | Gs           | G      | V      | N      | P      | Gf     | Gs     | DR  |
| ------------ | ----- | ------- | ------- | ------- | ------- | ------- | ------- | ------------ | ------------ | ------------ | ------------ | ------------ | ------------ | ------ | ------ | ------ | ------ | ------ | ------ | --- |
| Serie A      | 23    | 13      | 3       | 3       | 7       | 14      | 30      | 13           | 3            | 2            | 8            | 11           | 36           | 26     | 6      | 5      | 15     | 25     | 66     | -41 |
| Coppa Italia | -     | 3       | 2       | 1       | 0       | 8       | 2       | 3            | 2            | 0            | 1            | 6            | 4            | 6      | 4      | 1      | 1      | 14     | 6      | +8  |
| Totale       | -     | 16      | 5       | 4       | 7       | 22      | 32      | 16           | 5            | 2            | 9            | 17           | 40           | 32     | 10     | 6      | 16     | 39     | 72     | -33 |

### Statistiche delle giocatrici
| Giocatore  | Serie A  | Serie A | Serie A     | Serie A    | Coppa Italia | Coppa Italia | Coppa Italia | Coppa Italia | Totale   | Totale | Totale      | Totale     |
| Giocatore  | Presenze | Reti    | Ammonizioni | Espulsioni | Presenze     | Reti         | Ammonizioni  | Espulsioni   | Presenze | Reti   | Ammonizioni | Espulsioni |
| ---------- | -------- | ------- | ----------- | ---------- | ------------ | ------------ | ------------ | ------------ | -------- | ------ | ----------- | ---------- |
| E. Benucci | 22       | 0       | ?           | ?          | ?            | ?            | ?            | ?            | 22+      | 0+     | ?           | ?          |
| A. Guagni  | 26       | 8       | ?           | ?          | 4            | 7            | ?            | ?            | 30       | 15     | ?           | ?          |